# De Nije Borgkrîte
Het waterschap De Nije Borgkrîte was een klein waterschap in de gemeente Idaarderadeel in de Nederlandse provincie Friesland.
Dit (erg kleine) waterschap werd opgericht om de zomerbemaling in de polder te verbeteren. Het waterschap was echter te klein om effectief te kunnen werken en werd in 1960 met 11 andere polders samengevoegd tot De Bird. Het voormalige gebied van De Bird maakt sinds 2004 deel uit van het Wetterskip Fryslân.